# Маунт Пен (Пенсилванија)
Маунт Пен (енгл. Mount Penn) град је у америчкој савезној држави Пенсилванија.

## Демографија
По попису из 2010. године број становника је 3.106, што је 90 (3,0%) становника више него 2000. године.
| Група             | 2000.         | 2010.         |
| Белци             | 2.829 (93,8%) | 2.424 (78,0%) |
| Афроамериканци    | 32 (1,1%)     | 135 (4,3%)    |
| Азијати           | 32 (1,1%)     | 39 (1,3%)     |
| Хиспаноамериканци | 102 (3,4%)    | 439 (14,1%)   |
| Укупно            | 3.016         | 3.106         |